# Combat du Châtellier
Pour les articles homonymes, voir Châtelier.
Chouannerie
Batailles
Le combat du Châtellier a lieu le 12 juillet 1794 pendant la Chouannerie. Il s'achève par la victoire des républicains qui repoussent une attaque des chouans contre le bourg du Châtellier.

## Prélude
Le 10 juillet 1794, à 6 heures du soir, des chouans entrent dans la commune du Châtellier et coupent l'arbre de la liberté avec des haches prises chez des habitants du bourg,. Ils se retirent ensuite, rapportant même, précise le registre de la commune, « les haches dans les endroits où ils les avaient prises »,,. En réponse, un détachement d'un bataillon de volontaires des Vosges est envoyé au Châtellier le 12 juillet,.
De leur côté, les frères Aimé et Louis Picquet du Boisguy effectuent un rassemblement à Parigné, et décident d'attaquer le poste du Châtellier, qui se situe au milieu de paroisses favorables aux chouans,,.
L'attaque a lieu le 2 juillet 1794, selon les mémoires de l'officier royaliste Toussaint du Breil de Pontbriand,. Cependant, Théodore Muret et Paul-Marie du Breil de Pontbriand donnent la date du 12 juillet 1794,. Un bref récit de ce combat est également laissé dans les registres de la commune du Loroux le 2 thermidor de l'an II, soit le 20 juillet 1794, par le lieutenant républicain Duhail l'aîné, de la 17e demi-brigade, en détachement au Loroux.

## Forces en présence
Dans ses mémoires, l'officier royaliste Toussaint du Breil de Pontbriand affirme que les frères Aimé et Louis Picquet du Boisguy sont à la tête d'une troupe de 800 chouans et que la garnison républicaine du Châtellier est constituée de 200 hommes,. Pour le lieutenant républicain Duhail, l'affrontement opposa 60 volontaires républicains à 600 chouans,.

## Déroulement
Les républicains sont inférieurs en nombre, mais ont l'avantage d'occuper une position fortifiée. Selon Pontbriand : « toutes les avenues étaient coupées par des traverses en terre ; le cimetière était défendu par des parapets gazonnés, et il y avait aussi des ouvrages en terre au-devant des portes de l'église, qui, elle-même, était le principal fort »,. 
Les chouans se divisent en deux groupes et tentent d'emporter le bourg par surprise,. Mais, selon Pontbriand, un patriote du pays donne l'alarme alors que les volontaires étaient sortis sans armes pour replanter l'arbre de la liberté,. Ces derniers s'empressent alors de trouver refuge dans les retranchements du cimetière et accueillent les chouans par une vive fusillade,. Les insurgés tentent d'emporter les retranchements, mais plusieurs d'entre eux sont tués ou blessés, dont Louis du Boisguy, qui est touché au bras,. Peu de temps après, Aimé du Boisguy est informé que les garnisons de Poilley et de Saint-Étienne-en-Coglès se sont mises en marche pour venir en aide à celle du Châtellier,. Il donne alors l'ordre d'abandonner le combat et les chouans battent en retraite en bon ordre, sans être poursuivis,. 

## Pertes
Selon Toussaint du Breil de Pontbriand, les pertes des chouans sont de 12 tués et 17 blessés,. Louis Picquet du Boisguy est grièvement blessé par une balle qui lui fracasse le bras droit et il doit être amputé. Son frère, Aimé Picquet du Boisguy, assure par la suite seul le commandement des troupes royalistes du pays de Fougères,. Pontbriand affirme également que le capitaine à la tête du détachement républicain du Châtellier est abattu par Louis du Boisguy au début de l'action, cependant le récit du lieutenant Duhail ne fait pas mention de pertes,.